# 背奈福徳
背奈 福徳（せな の ふくとく）は 、飛鳥時代の豪族。姓（カバネ）は伝わらない。第19代高句麗王・広開土王の後裔で、その七世の子孫である延興王（延典王）の子孫とする。

## 経歴
660年、福徳は日本（当時は「倭」）に亡命し、のちに武蔵国に居住した。

## 系譜
- 父：不詳
- 母：不詳
- 妻：不詳
  - 男子：背奈行文[2]